# 크리스탈 아일랜드
크리스탈 아일랜드는 러시아 모스크바에 건설하려 했던 초고층 빌딩이다.
완공되면 세계에서 가장 넓은 면적을 차지하는 건물이였을 것이다.
2009년 러시아 경제사정 악화로 취소됐으나 재추진중이다.

## 같이 보기
- 러시아의 마천루 목록
- 페더레이션 타워 (현재 모스크바 최고층 건물)